# Etilbenzene idrossilasi
La etilbenzene idrossilasi è un enzima appartenente alla classe delle ossidoreduttasi, che catalizza la seguente reazione:
etilbenzene + H2O + accettore ⇄ (S)-1-feniletanolo + accettore ridotto
L'enzima è coinvolto nel catabolismo anaerobico dell'etilbenzene da parte dei batteri denitrificanti. L'etilbenzene è il substrato preferito; l'enzima di alcuni ceppi ossida propilbenzene, 1-etil-4-fluorobenzene, 3-metilpent-2-ene ed etilidenecicloesano, ma non il toluene. Il p-benzochinone o lo ione ferricinio possono agire come accettori di elettroni. Contiene molibdopterina, centri ferro-zolfo [4Fe-4S] ed eme b.